# Хисматуллин, Магафур Хисматуллович
Магафу́р Хисмату́ллович Хисмату́ллин (баш. Мәғәфүр Хисмәтулла улы Хисмәтуллин; 25 января 1915, аул Ново-Кубово, Уфимская губерния — 5 октября 2004, Уфа) — певец (тенор), режиссёр и педагог. Заслуженный артист Башкирской АССР (1949). Народный артист Башкирской АССР (1953). Заслуженный артист РСФСР (1955). Народный артист РСФСР (1965).

## Биография
Магафур Хисматуллович Хисматуллин родился 23 января 1915 года в ауле Ново-Кубово Уфимского уезда Уфимской губернии в бедной крестьянской семье. Отец пропал без вести на фронте в 1914 году. Его трое сыновей воспитывались у матери. В 1929 году вступили в колхоз.
В 1929 году Магафур Хисматуллович окончил 4 класса средней школы. Осенью 1930 года поступил на курсы мостовщиков в городе Уфе. После окончания курсов он работал мостовщиком на железной дороге до сентября 1931 года.
1931 год — 1935 год учёба на театральном отд. Башкирского техникума искусств (Уфа),
1936 год — 1938 год учёба на Башкирском отд. Московской консерватории имени П. И. Чайковского. (класс Е. В. Еноховича).
1932 год — 1936 год работа в Башкирском театре драмы, Баймакском (ныне Сибайском) колхозно-совхозном театре;
С 1932 года солист Башкирского Государственного театра оперы и балета.
С 1965 года преподаватель Уфимского училища искусств.
С 1969 года преподаватель Уфимского института искусств.
В 1963—1967 годах Магафур Хисматуллович был главным режиссёром Башкирского государственного театра оперы и балета.

## Творчество
Партии в операх: Бомелий («Царская невеста»), Ерошка («Князь Игорь»), Пантелей Мелехов («Тихий Дон» Дзержинского), Сиплый («Оптимистическая трагедия» Холминова), Шатморат («Карлугас» Чемберджи), Гайнулла, Яппар («Волны Агидели», «Кодаса» Исмагилова), Царь («Акбузат» Спадавеккиа и Заимова). Наиболее значительные оперные постановки: «Кармен», «Князь Игорь», «Пиковая дама», «Проделки Майсары» Юдакова, «Шаура» и «Кодаса» (обе Исмагилова), «Современники» Ахметова.
Магафур Хисматуллович Хисматуллин был первым исполнителем партии Салавата Юлаева («Салават Юлаев» Исмагилова, 1955).

## Общественная деятельность
Избирался депутатом Верховного Совета БАССР 6 созыва.

## Награды и звания
- Орден Трудового Красного Знамени.
- Орден «Знак Почёта».
- Народный артист РСФСР (1965).
- Заслуженный артист РСФСР (1955).
- Народный артист Башкирской АССР (1953).
- Заслуженный артист Башкирской АССР (1949).
- Республиканская премия имени Салавата Юлаева (1969) — за концертно-исполнительскую деятельность.

## Память
- В Иглинском районе РБ проводится конкурс песни «Башкирский соловей» имени М. Хисматуллина.
- В его родной деревне Ново-Кубово в 2005 году установили бюст певца. В 2006 году Новокубовской начальной школе присвоено его имя.
- В 2008 году в Башкирском издательстве «Китап» имени Зайнаб Биишевой выпущен красочный иллюстрированный фотоальбом «Магафур Хисматуллин. Жизнь и творчество» (автор-составитель — Фатима Бициева).